# Effet d'entourage
L'effet d'entourage est une hypothèse expliquant la variation de l'efficacité du cannabidiol (CBD) et d'autres composés du cannabis. Il fait référence à une synergie entre les divers composés présents dans la plante de cannabis, notamment les cannabinoïdes, les terpènes et les flavonoïdes, qui agiraient de manière cumulative pour moduler et améliorer les effets individuels de chaque composé,.

## Éléments impliqués
- Les cannabinoïdes sont des composés chimiques présents dans la plante de cannabis qui interagissent avec le système endocannabinoïde (SEC) du corps humain, modulant ainsi divers processus physiologiques. Le tétrahydrocannabinol (THC) et le CBD sont les cannabinoïdes les plus connus, mais d'autres cannabinoïdes tels que le cannabigerol (CBG) et le cannabinol (CBN) pourraient également contribuer à l'effet d'entourage[1].
- Les terpènes sont des composés organiques volatils responsables de l'odeur et de la saveur des plantes, y compris du cannabis. Plus de 200 terpènes différents ont été identifiés dans le cannabis, chacun ayant ses propres caractéristiques et effets potentiels sur la santé. Les terpènes peuvent interagir avec les cannabinoïdes pour moduler leurs effets et peuvent même agir directement sur les récepteurs du SEC[1].
- Les flavonoïdes sont des composés présents dans de nombreuses plantes, y compris le cannabis, et sont responsables de la couleur des fleurs, des fruits et des légumes. Ils possèdent également diverses propriétés biologiques, telles que des effets antioxydants, anti-inflammatoires et neuroprotecteurs[1].

## Application
L'effet d'entourage suggère que les produits contenant un spectre complet de cannabinoïdes, de terpènes et d'autres composés du cannabis pourraient être plus efficaces que les produits contenant uniquement du CBD isolé. Cette différence d'efficacité pourrait être particulièrement importante dans le domaine de la médecine.